# 沈鸣
沈鸣（1976年9月18日—），是已退役的中国足球运动员，职业生涯一直效力于上海浦东。
2003年初，沈鸣被俱乐部挂牌，由于未能转会而退役，此后他曾担任南昌八一的助理教练。